# Телевизионное чемпионство мира WCW
Телевизионное чемпионство мира WCW (англ. WCW World Television Championship) — это титул рестлинге, который использовался в World Championship Wrestling (WCW).
Этот титул был создан в 1974 году промоушном Mid-Atlantic Championship Wrestling (MACW) в качестве второстепенного титула. Первоначально он был известен как титул телевизионного чемпиона Mid-Atlantic, но по мере развития MACW (позже известной как Jim Crockett Promotions) титул стал называться титулом телевизионного чемпиона мира NWA, а в 1991 году получил финальное название.
Титул часто защищался в матчах с лимитом времени в десять или пятнадцать минут. Чаще, чем в других чемпионатах, матчи за титул заканчивались ничьей и чемпион сохранял титул. Это часто использовалось в качестве средства повышения накала страстей, чтобы позволить чемпиону-хилу сохранить свой титул. В NWA на обеих сторонах пояса были логотипы основных телевизионных сетей США (NBC, CBS и ABC), а в версии пояса WCW 1992—1995 годов на обеих сторонах пояса была надпись TBS.
Пол Джонс дольше всех владел титулом телевизионного чемпиона мира — 368 дней. Букер Ти обладал этим титулом шесть раз. Рекорд по количеству дней пребывания в статусе чемпиона принадлежит Арну Андерсону — 870 дней за четыре чемпионства. Последним чемпионом был Джим Дагган, который получил титул, работая уборщиком в WCW, после того как Скотт Холл выбросил его в мусор, а он нашел его в контейнере. Титул был упразднен 10 апреля 2000 года после перезагрузки WCW Винсом Руссо и Эриком Бишоффом.